# Los Freddy's Buscando Un Amor
Buscando un Amor es el segundo LP de Los Freddy's, lanzado en 1965. Con 10 canciones de las que nuevamente cuatro destacaron en todo el país: "Buscando un Amor", "Tu Ingratitud", "Soñe Que Te Bese" y "Lupe" (muy al estilo del rock and roll, adaptación en español a la canción "Hang On Sloopy", éxito de The McCoys).

## Lista de canciones
1. Buscando Un Amor - 2:17 ("I Remember When I Loved Her" - The Zombies)
2. Me Quiere De Verdad - ("Love Potion Number Nine" - The Searchers)
3. Si Me Enamoro De Ti ("If I Fell" - Beatles) - 2:15
4. Dulce Recuerdo -  ("We Can Work it Out" - Beatles)
5. Lupe ("Hang On Sloopy" - McCoys) - 3:07
6. Vuelve Mi Amor ("Never My Love" - Association) - 2:40
7. Soñe Que Te Bese - 2:33
8. Estoy Muriendo ("Under the Boardwalk" - Drifters) - 2:45
9. Divina Maria - 2:47
10. Nuestro Amor Perdurará - ("It's My Life" - The Animals)

- Datos: Q5001304